# هانس ويلزدورف
هانس ويلزدورف : (Hans Wilsdorf):
22 مارس 1881 - 6 يوليو 1960 - صانع ساعات ألماني، ومؤسس رولكس وتيودور.
ولد في (Kulmbach) في بافاريا في ألمانيا، وعاش طفلا يتيما، وعمل ويلزدورف في مصنع الساعات السويسرية في لا شو دو فون (La Chaux-de-Fonds). وفي عام 1905، انتقل إلى لندن وانشى شركته الخاصة، راغبا في توفير ساعات عالية الجودة بأسعار معقولة. أسس شركة لاستيراد الساعات مع صهره ألفريد ديفيس (Alfred Davis)، سميت ويلزدورف وديفيس (Wilsdorf & Davis)، ودخل في شراكة مع هيرمان ايغلير (Hermann Aegler) لاستيراد ساعات المعصم.
في عام 1908، ابتكر العلامة التجارية رولكس لبيع الساعات التي ينتجها، وخلال الحرب العالمية الأولى غادر إنجلترا إلي سويسرابسبب زيادة الضرائب المفروضة على الواردات الكمالية. في عام 1920، أسس شركة مونتريز رولكس اس ايه (Montres Rolex S.A) في بيين (Bienne). أطلق اسم «رولكس» لأنه ينطق بسهولة في العديد من اللغات، كذلك فأن كل الحروف لها نفس الحجم، وقابلة على أن تكتب بشكل متناظر.
في عام 1946 أسس ويلزدورف شركة تابعة لرولكس وهي شركة تصنع ساعات عالية الجودة، وبأسعار أقل من رولكس، وتحمل العلامة التجارية تيودور (Tudor). وعند وفاة زوجته في عام 1944، أسس مؤسسة هانس ويلزدورف الخيرية والتي ترك لها كل ريعه من أسهمه في رولكس، للتأكد من أن مبلغ الدخل للشركة سيذهب إلى جمعية خيرية. ولا تزال الشركة قائمه إلى يومنا هذا. توفي هانس ويلزدورف في جنيف في 6 يوليو 1960.